# José Manuel Canto
José Manuel Canto; (* Santiago, 1786 - † 1846. Defensor de la causa Patriota.

## Actividades Públicas
- Miembro de la Asamblea que firmó el Acta de Autoridad Provisoria (1811).
- Diputado suplente al primer Congreso Nacional, representando a Los Andes (1811), asumió el 7 de octubre de 1811 en reemplazo de Francisco Ruiztagle Portales.
- Exiliado luego del desastre de Rancagua, regresando a Chile en 1818

- "Anales de la República: textos constitucionales de Chile y registros de los ciudadanos que han integrado los Poderes Ejecutivo y Legislativo, desde 1810", Luis Valencia Aravia, Editorial Andrés Bello, 1986, 2.ª Edición.